# Kuala Manye
Kuala Manye is een bestuurslaag in het regentschap Aceh Barat van de provincie Atjeh, Indonesië. Kuala Manye telt 262 inwoners (volkstelling 2010).